# Caméra (émission de télévision)
Pour les articles homonymes, voir Caméra (homonymie).
Caméra (1986-1993) est une émission de télévision québécoise d'affaires publiques diffusée du 21 septembre 1986 au 16 mai 1993 à Télévision Quatre-Saisons, animée d'abord par Madeleine Roy (1986-1990), puis par Danny Lemay (1992-1993). Le titre de l'émission est suivi de l'année en cours (Caméra 86, Caméra 87, Caméra 88, etc.).
Télévision de Radio-Canada a utilisé le même principe de titre d'émission, de 1958 à 1969.